# شاين أوين
شاين أوين هو لاعب هوكي الجليد كندي، ولد في 4 يونيو 1990 في أورو-ميدونت في كندا.

## وصلات خارجية
- شاين أوين على موقع دوري الهوكي الوطني (الإنجليزية)
- شاين أوين على موقع EliteProspects.com (الإنجليزية)
- شاين أوين على موقع HockeyDB.com (الإنجليزية)